# Inskription
Inskription (von lateinisch inscriptio, im Sinne ‚Einschreibung, Inschrift, Aufschrift‘) ist der in Österreich umgangssprachlich verbreitete Ausdruck für die Meldung der Fortsetzung des Studiums.
Diese ist jedes Semester notwendig, um die Zulassung zu einem Studium (oder auch mehrere Studien) an einer Hochschule aufrechtzuerhalten. Die Meldung der Fortsetzung des Studiums ist nur möglich, wenn der Studierende bereits im vorigen Semester zugelassen war. Im Semester der Erstzulassung ist keine Meldung notwendig.
Die Meldung der Fortsetzung des Studiums erfolgt heute meist durch das Bezahlen des Studienbeitrags beziehungsweise des ÖH-Beitrags automatisch. Ist man an mehreren Hochschulen zugelassen, so muss an jener Hochschule, an der der Beitrag nicht eingezahlt wurde, mitunter die Fortsetzung manuell gemeldet werden.

Historisch gesehen bedeutete inskribieren, genau anzugeben, welche Lehrveranstaltungen man in diesem Semester zu besuchen beabsichtigt. Das half der Hochschule in der Planung, ob ein größerer Hörsaal gewählt werden muss, oder ob ein Kurs wegen zu vieler Teilnehmer geteilt oder wegen mangelnder Teilnehmer abgesagt wird. Heute ist dieser Prozess der Anmeldung zu Lehrveranstaltungen und Prüfungen von der formalen Meldung der Fortsetzung getrennt.

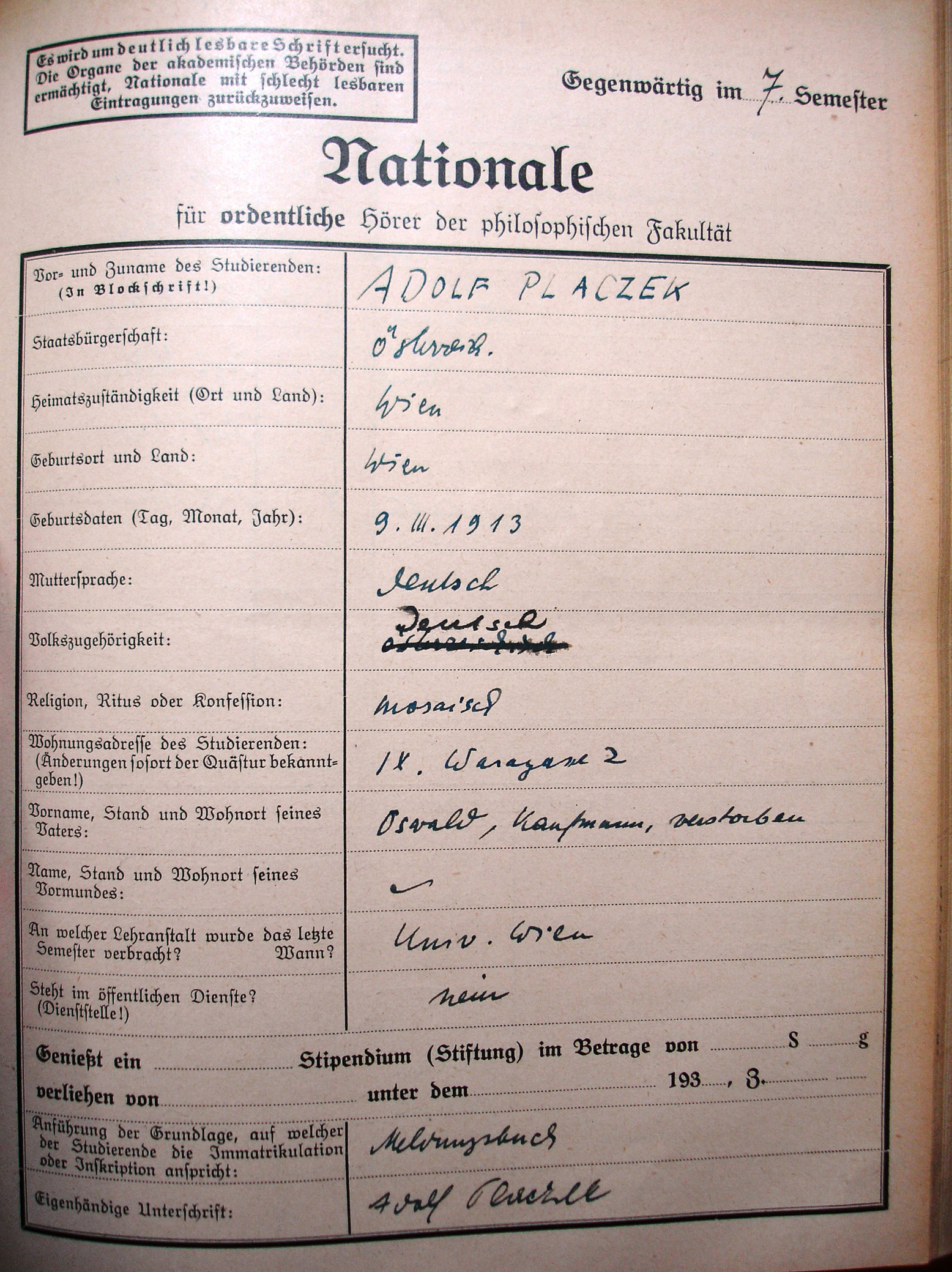
„Nationale“ von Adolf Placzek an der Universität Wien (1937)

Früher führte das Nichtinskribieren über mehrere Semester meist zur automatischen Exmatrikulation (Abmeldung von der Hochschule), was aber zum automatischen Verfall aller erfolgreich abgelegten Lehrgänge (Zeugnisse) führte, die nicht mit einem vollen Titel (Magister, Doktor) abgeschlossen wurden, also einem Studienabbruch. Heute ist es üblich, eine spätere Wiederaufnahme des Studiums zu ermöglichen. Ein explizites „exskribieren“, also Austragen aus einer Lehrveranstaltung, ist nicht üblich.